# Passage du milieu
Pour les articles homonymes, voir Passage du milieu (film).

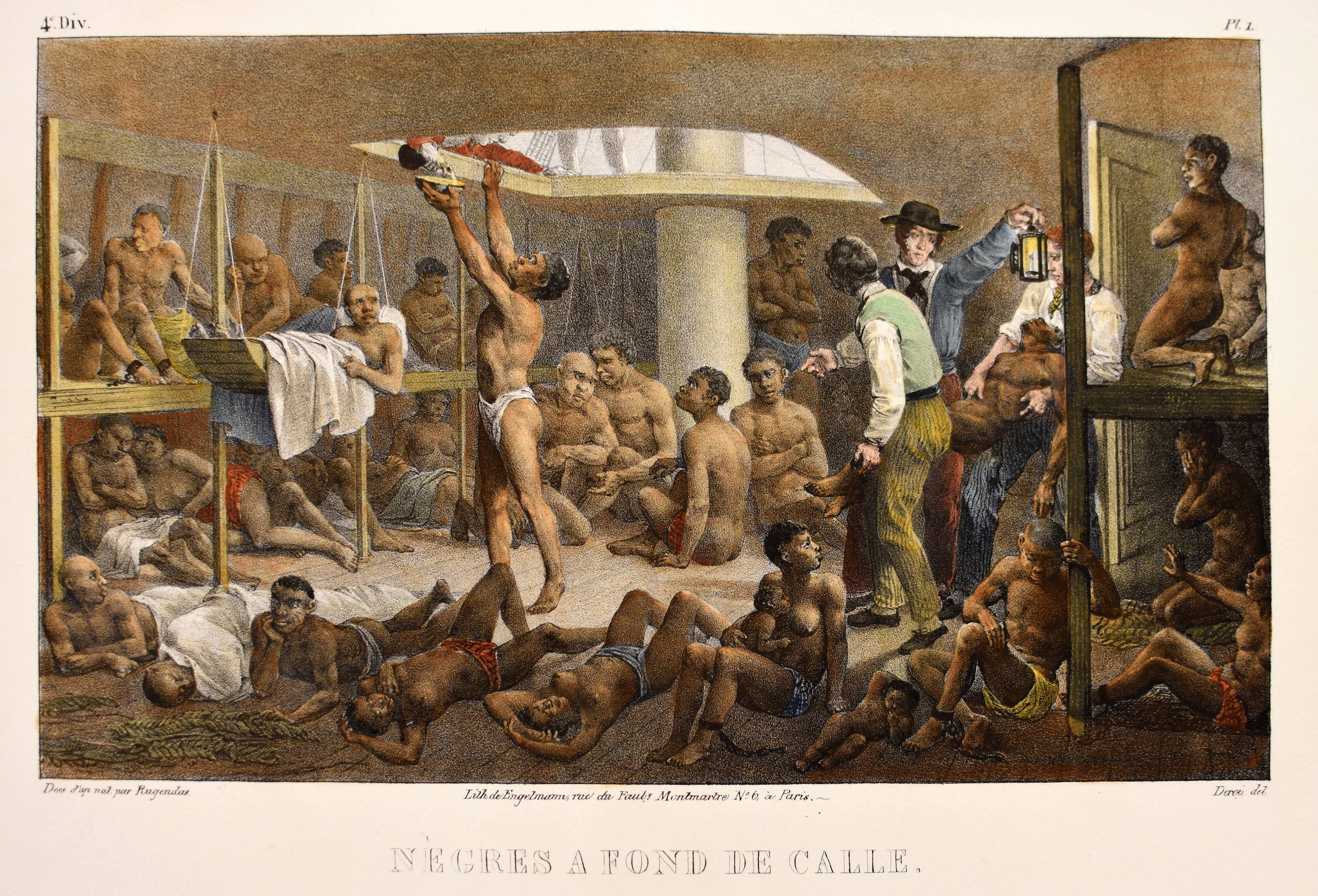
Nègres à fond de cale, par Johann Moritz Rugendas (1830).

Le Passage du milieu est une expression qui désigne la traversée de l'océan Atlantique subie par les esclaves enlevés de force en Afrique par les Européens, et destinés à être exploités dans leurs colonies aux Amériques.

Cette route importante de la traite négrière occidentale constituait la deuxième des trois étapes d'un commerce triangulaire. De nombreux navires négriers effectuaient ce voyage depuis l'Europe (première étape de ce commerce) à partir de ports tels que Nantes, Le Havre, Bordeaux, ou La Rochelle pour la France, ou encore Liverpool ou Bristol pour la Grande-Bretagne. La troisième étape du commerce triangulaire était l'arrivée en Europe des produits ramenés d'Amérique (tabac, sucre, café, cacao, coton, etc.) ce qui constituait alors un pactole pour les armateurs et les commerçants européens. La traite transatlantique durait de deux à trois mois et dans des conditions terribles : maladies, mort...

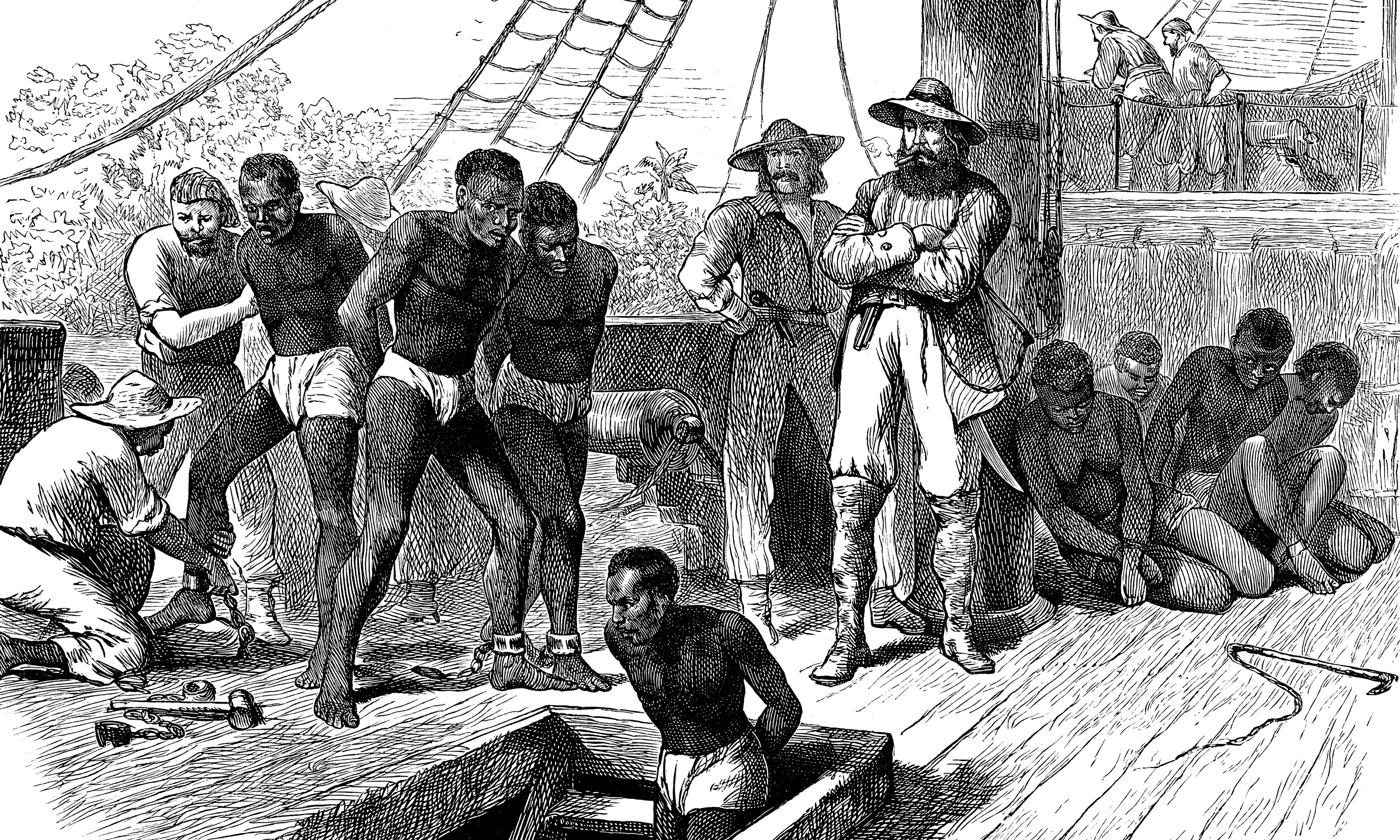
Embarquement des captifs à bord des navires négriers européens.
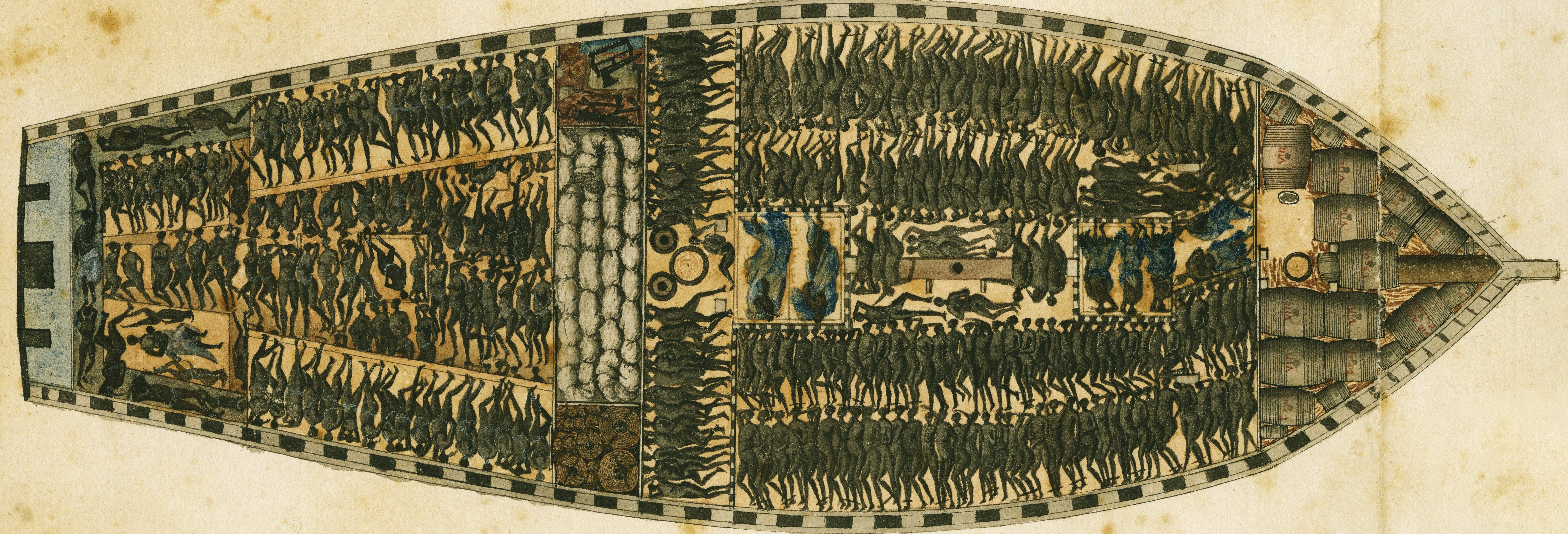
Vue du pont de chargement des esclaves dans le navire négrier nantais La Marie Séraphique.